# Podnoszenie ciężarów na Letnich Igrzyskach Olimpijskich 2024 – waga do 61 kg mężczyzn
Rywalizacja w wadze do 61 kg mężczyzn w podnoszeniu ciężarów na Letnich Igrzyskach Olimpijskich 2024 została rozegrana w dniu 7 sierpnia 2024 roku na terenie hali Paris Expo Porte de Versailles.

## Terminarz
| Data       | Godzina |       |
| ---------- | ------- | ----- |
| 7 sierpnia | 15:00   | Finał |

## Wyniki
| Pozycja | Zawodnik            | Reprezentacja     | Rwanie | Rwanie | Rwanie | Rwanie | Podrzut | Podrzut | Podrzut | Podrzut | Wynik |
| Pozycja | Zawodnik            | Reprezentacja     | 1      | 2      | 3      | Wynik  | 1       | 2       | 3       | Wynik   | Wynik |
| ------- | ------------------- | ----------------- | ------ | ------ | ------ | ------ | ------- | ------- | ------- | ------- | ----- |
| złoto   | Li Fabin            | Chiny             | 137    | 140    | 143    | 143    | 167     | 167     | 172     | 167     | 310   |
| srebro  | Theerapong Silachai | Tajlandia         | 127    | 130    | 132    | 132    | 167     | 169     | 171     | 171     | 303   |
| brąz    | Hampton Morris      | Stany Zjednoczone | 122    | 125    | 126    | 126    | 168     | 172     | 178     | 172     | 298   |
| 4       | Aniq Kasdan         | Malezja           | 126    | 130    | 130    | 130    | 167     | 174     | 174     | 167     | 297   |
| 5       | Morea Baru          | Papua-Nowa Gwinea | 118    | 122    | 122    | 118    | 150     | 157     | 161     | 161     | 279   |
| 6       | Shota Mishvelidze   | Gruzja            | 114    | 121    | 128    | 121    | 125     | 135     | 150     | 135     | 256   |
| 7       | Kaimauri Erati      | Kiribati          | 95     | 100    | 100    | 100    | 120     | 120     | 124     | 120     | 220   |
| —       | Eko Yuli Irawan     | Indonezja         | 135    | 135    | 139    | 135    | 162     | 162     | 165     | —       | DNF   |
| —       | Ivan Dimov          | Bułgaria          | 134    | 134    | 135    | —      | —       | —       | —       | —       | DNF   |
| —       | Sergio Massidda     | Włochy            | 132    | 134    | 134    | —      | —       | —       | —       | —       | DNF   |
| —       | Trịnh Văn Vinh      | Wietnam           | 128    | 128    | 128    | —      | —       | —       | —       | —       | DNF   |
| —       | John Ceniza         | Filipiny          | 125    | 125    | 125    | —      | —       | —       | —       | —       | DNF   |